# Капанава
Капанауа (капанава) – один из паноанских языков. Число носителей – около 400 человек, проживающих в районе реки Тапиче-Бункуя, в перуанской Амазонии. Наиболее близкородственный язык – шипибо (около 50 – 60% взаимопонятности).
Все носители владеют испанским, монолингвов по всей видимости нет. Число владеющих языком резко сокращается, почти никто из детей не говорит на капанахуа. Существует 2 двуязычные школы, также капанахуа используется в нескольких начальных школах. Число грамотных невелико. Имеется словарь и грамматика, для письменности используется латинский алфавит. 

## Примеры лексики
- u'chiti (собака)
- inu kuin (ягуар)
- 'ru'u (обезьяна)
- i'sa (птица)
- runin (змея)
- 'yapa (рыба)